# غرادي أومالي
غرادي أومالي (بالإنجليزية: Grady O'Malley)‏ مواليد 25 أبريل 1948 في بوسطن، هو لاعب كرة سلة أمريكي معتزل. بدأ مسيرته الاحترافية في سنة 1969. تم اختياره من قبل فريق أتلانتا هوكس خلال الدرافت. حمل الرقم 12. يبلغ طوله 6 قدم 5 بوصة (2.0 م). اعتزل اللعب في 1970. أحرز خلال مسيرته في الإن بي إيه 50 نقطة بمعدل نقطتان في المباراة الواحدة.

## روابط خارجية
- غرادي أومالي على موقع إن بي أي (الإنجليزية)
- غرادي أومالي على موقع سبورتس رفرنس (الإنجليزية)
- غرادي أومالي على موقع كلية كرة السلة في سبورتس رفرنس.كوم (الإنجليزية)
- غرادي أومالي على موقع ريلجم (الإنجليزية)
- غرادي أومالي على موقع بروبوليرز (الإنجليزية)